# Tenuiphantes contortus
Tenuiphantes contortus är en spindelart som först beskrevs av Andrei V. Tanasevitch 1986.  Tenuiphantes contortus ingår i släktet Tenuiphantes och familjen täckvävarspindlar. Inga underarter finns listade i Catalogue of Life.